# Arsenio Autoriano
Arsenio Autoriano (en griego: Ἀρσένιος Ἀυτωρειανός) (c. 1200– 1273) fue un patriarca ecuménico de Constantinopla que vivió a mediados del siglo XIII.
Nació en Constantinopla c. 1200 y se educó en Nicea en un monasterio del que más tarde fue abad, aunque sin ser ordenado. Posteriormente se entregó a una vida solitaria y ascética en un monasterio de Bitinia, y se dice que vivió un tiempo en un monasterio del monte Athos.

## Visión general
De esta reclusión fue llamado por el emperador bizantino Teodoro II Láscaris al puesto de patriarca en Nicea en 1255. Tras la muerte del emperador, Arsenio quizás compartiera la tutela de su hijo  Juan IV Láscaris con Jorge Muzalon: mientras los historiadores más tardíos Nicéforo Grégoras y Macario Meliseno dicen que el patriarca fue nombrado para eso, los historiadores contemporáneos Jorge Paquimeres y Jorge Acropolita solo mencionan a Muzalon. No obstante, unos días después de morir Teodoro, Muzalon fue asesinado por Miguel Paleólogo, que en una asamblea de aristócratas presidida por el patriarca Arsenio, fue nombrado regente del niño. Arsenio también realizó la doble coronación de Miguel Paleólogo y Juan Láscaris en enero de 1259.
Durante el tiempo transcurrido entre la muerte de Muzalon y la doble coronación, Arsenio había trabajado para proteger los derechos del joven emperador Juan Láscaris e insistió en que Juan y Miguel intercambiaran juramento de mutua lealtad. También insistió en que en la doble coronación se coronara primero a Juan, lo que Miguel Paleólogo vio como un serio obstáculo para su usurpación final. Se presionó al patriarca para permitir que Paleólogo fuera coronado solo, e incluso se amenazó al joven emperador. El patriarca no encontró apoyo entre los obispos reunidos: a excepción de dos prelados, todos creían que Paleólogo tenía derecho a ser coronado primero. Arsenio finalmente lo aceptó y coronó a Miguel y su esposa primero, mientras que Juan Láscaris recibió solo un tocado especial.
Terminada la ceremonia, Arsenio se refugió en el monasterio de Pascasio. Conservó el cargo de patriarca pero se rehusó a cumplir con sus deberes. En su lugar se nombró a Nicéforo de Éfeso. Miguel Paleólogo, habiendo recuperado Constantinopla del Imperio latino, indujo a Arsenio a asumir el cargo de patriarca, pero pronto Arsenio lo censuró severamente por ordenar que se cegara al joven príncipe Juan. Arsenio llegó a excomulgar al emperador Miguel Paleólogo. Para que revocara la excomunión Miguel intentó asustar al patriarca amenazándolo con apelar ante el papa, pero finalmente convocó un sínodo, hizo derrocar a Arsenio, y hacia fines de mayo de 1265 lo envió al exilio. Allí  murió unos años después (según Fabricius en 1264; según otros en 1273).
A lo largo de esos años, Arsenio se negó a levantar la sentencia de excomunión de Miguel y tras su muerte, cuando el nuevo patriarca José absolvió al emperador, la disputa discurrió entre los "arsenistas" y los "josefistas". El "cisma arseniano" duró hasta 1315, cuando el patriarca Nefón I pronunció una reconciliación. Se dice que Arsenio preparó, a partir de las decisiones de los concilios y de las obras de los Padres, un resumen de las leyes divinas bajo el título Sinopsis Canonum. Hay quienes sostienen que Sinopsis es obra de otro Arsenio, un monje de Athos. La atribución depende de si el patriarca Arsenio residió o no en el monte Athos.